# Horácio Cavaco

## Biografia
Horácio Cavaco Guerreiro nasceu a 22 de novembro de 1939, na localidade de Montes Novos, freguesia de Salir, concelho de Loulé, no Algarve.
Casou e teve duas filhas.
Fez os seus estudos secundários em Faro, na Escola Tomás Cabreira, e foi um dos primeiros alunos da Escola de Hotelaria e Turismo do Algarve.
Frequentou e lecionou em várias universidades internacionais e em escolas hoteleiras, na Suíça, Estados Unidos da América e Angola.
Em Portugal, foi professor e diretor da Escola de Hotelaria e Turismo do Algarve, entre 1972 e 1986.
Foi eleito Presidente da Região de Turismo do Algarve em setembro de 1986, cargo que ocupou até outubro de 1997, tornando-se o presidente da Região de Turismo do Algarve com maior número de anos de serviço.

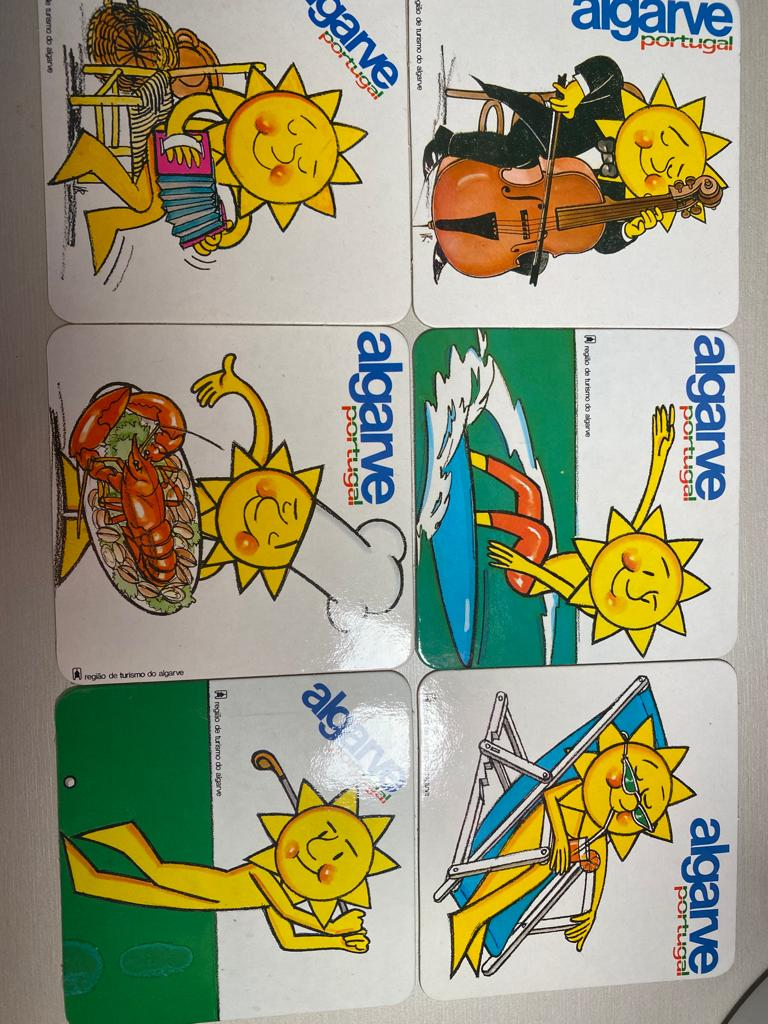
Programa "Algarve é Qualidade"

Nesses anos, desenvolveu várias ações para melhorar e incrementar o Turismo no Algarve e dar a esta região maior projeção e notoriedade internacional.  
Foram dinamizados programas de animação de rua permanentes e diversificados em toda a região; ampliou-se e modernizou-se a rede dos Postos de Turismo; elevou-se o Cross Internacional das Amendoeiras; realizaram-se ações de promoção do Algarve a nível nacional e internacional; e desenvolveu-se o Programa “Algarve é Qualidade”.
Ao longo do seu percurso profissional, deu um contributo muito relevante para a afirmação do Algarve enquanto destino turístico, com uma aposta muito forte na qualidade da oferta, na sensibilização dos residentes e na formação profissional.
Em 1992 foi distinguido com a Medalha de Mérito Turístico da Associação Portuguesa das Agências de Viagens e Turismo.
Morreu aos 78 anos, em setembro de 2017.

## Ligações Externas
- Cross Internacional das Amendoeiras